# St-Clément (Vionville)

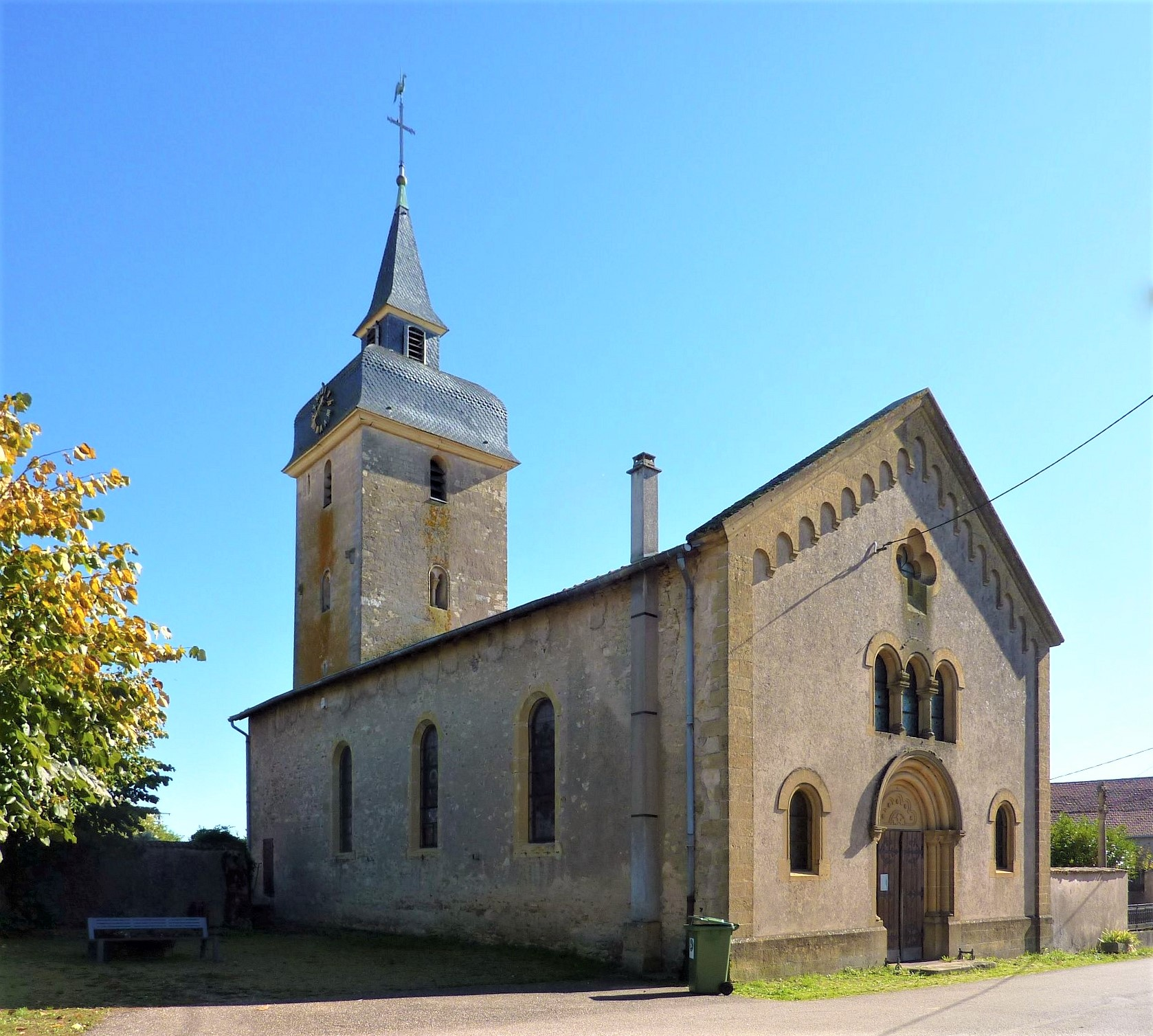
Kirche St-Clément

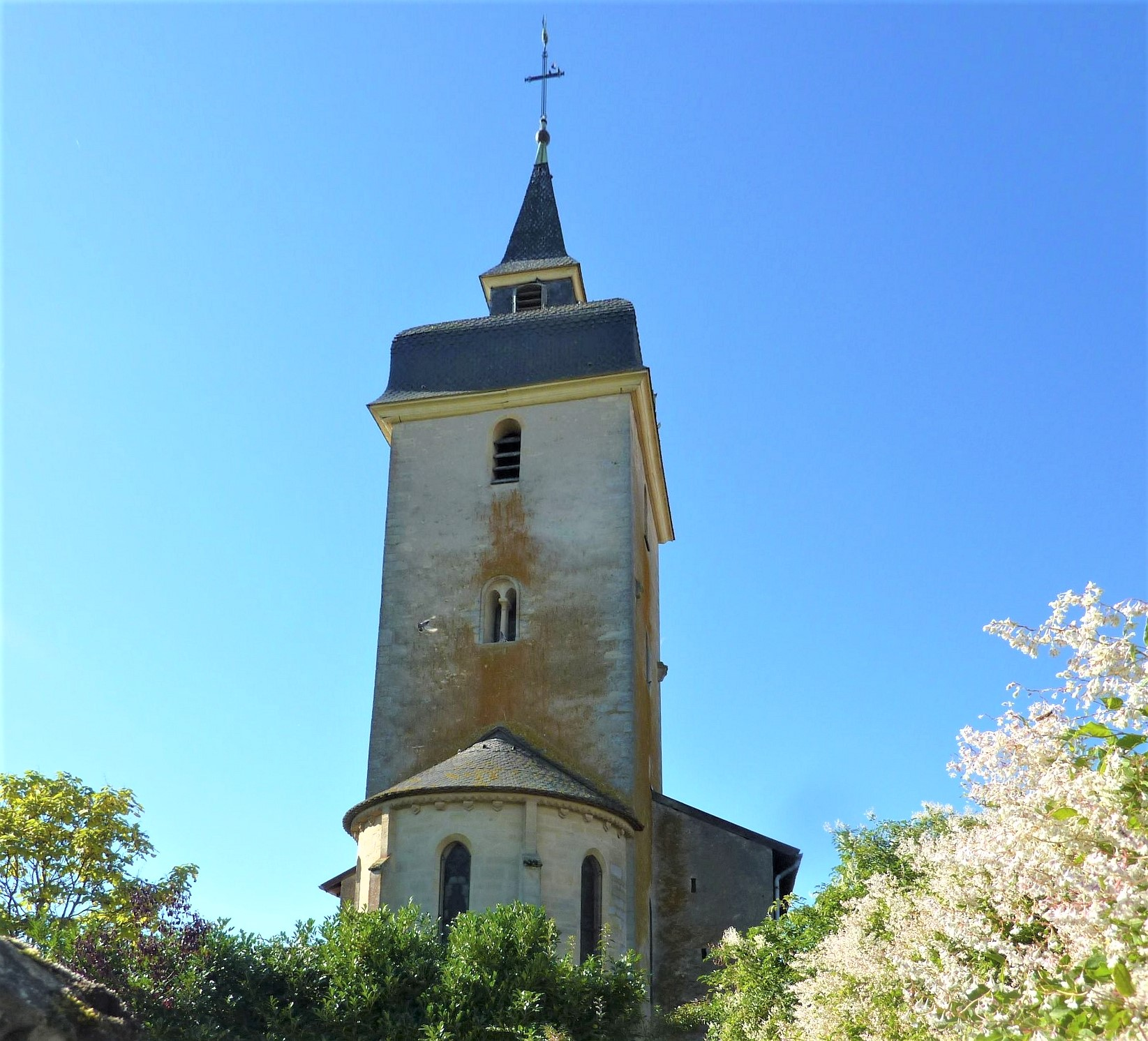
Chorturm und Apsis

Die römisch-katholische Kirche Saint-Clément befindet sich in Vionville im Arrondissement Metz im Departement Moselle in Frankreich. Turm und Chor der Kirche sind seit 1898 als Baudenkmal (Monument historique) klassifiziert.

## Geschichte
Die Kirche befand sich ursprünglich im Besitz der Abtei Gorze. Ältestes Bauteil ist der frühgotische Chorturm mit Halbkreisapsis, der Anfang des 13. Jahrhunderts entstanden ist. Er besitzt in seinem Untergeschoss ein gewölbtes Chorjoch und im Obergeschoss gekuppelte Fenster. Der Turm wurde in der Zeit des Barocks erhöht und mit einem geschweiften Dach mit Laterne versehen. Das Kirchenschiff wurde im 19. Jahrhundert errichtet.